# Gaspard-Gustave de Coriolis
Gaspard-Gustave de Coriolis (IPA: [ɡaspaʁ ɡystav də kɔʁjɔlis]; Párizs, 1792. május 21. – Párizs, 1843. szeptember 19.) francia matematikus, mérnök.

## Élete
Coriolis 1792-ben született Párizsban. 1816-ban az École polytechnique tanára lett, a tanítás mellett súrlódási és hidraulikai kísérleteket végzett.
1829-ben Calcul de l'Effet des Machines (A gépek hatásának kiszámítása) címmel tankönyvet adott ki, melyben a mechanikát az ipar által könnyen alkalmazható módon mutatta be. Ekkortájt fejezték ki először a kinetikus energia, a ½mv² és a mechanikai munka pontos viszonyát.
A következő években Coriolis arra törekedett, hogy kiterjessze a kinetikus energia és a munka fogalmát a forgó rendszerekre. Első tanulmányát, a Sur le principe des force vives dans les mouvements relatifs des machines (A kinetikus energia elvéről a relatív mozgásban a gépekben) a Francia Tudományos Akadémia előtt ismertette. Három évvel később jelent meg azon cikke, a Sur les équations du mouvement relatif des systèmes de corps, mely ismertté tette nevét. Írásaiban Coriolis nem foglalkozott a Föld légkörével vagy forgásával, hanem az olyan kisebb forgó rendszerekbeni energiaátadásra összpontosított, mint például a vízkerekek. Coriolis megvitatta a rotációs referenciakeretben észlelt kiegészítő erőket, és két csoportba osztotta ezeket az erőket. A második kategória tartalmazta azt az erőt, amely végül viseli a nevét.
1835-ben matematikai munkát tett közzé a gömbök ütközéseiről: a Théorie Mathématique des Effets du Jeu de Billard azóta klasszikus írásnak számít a témában.
Coriolis neve a 19. század végén kezdett felbukkanni a meteorológiai irodalomban, bár a „Coriolis-erő” kifejezést a 20. század elejéig nem használták. Coriolis nevét ma már a meteorológiához kötik, ámbár az általános keringésről, valamint a nyomás és a szélterületek viszonyáról tett felfedezések Coriolis munkásságának ismerete nélkül születtek.
Coriolis 1829-ben az École centrale des arts et manufactures mechanikai professzora lett. Claude-Louis Navier 1836-ban bekövetkezett halála után Coriolis átvette Navier megüresedett helyét az École nationale des ponts et chaussées-ben és a Francia Tudományos Akadémiánál. 1838-ben Dulong utódja lett mint Directeur des Etudes (témavezető) az École polytechnique-en.
1843-ban, 51 éves korában halt meg Párizsban. Neve egyike az Eiffel-tornyon megörökített 72 névnek.

## Fordítás
- Ez a szócikk részben vagy egészben  a   Gaspard-Gustave de Coriolis című angol Wikipédia-szócikk ezen változatának fordításán alapul.  Az eredeti cikk szerkesztőit annak laptörténete sorolja fel. Ez a jelzés csupán a megfogalmazás eredetét és a szerzői jogokat jelzi, nem szolgál a cikkben szereplő információk forrásmegjelöléseként.